# イリヤの空、UFOの夏
『イリヤの空、UFOの夏』（イリヤのそら、ユーフォーのなつ）は、秋山瑞人による日本のライトノベル。イラストは駒都えーじが担当している。『電撃hp』（メディアワークス）にてVolume.7からVolume.24まで連載され、書籍版は電撃文庫（同）より2001年10月から2003年8月まで刊行された。2008年10月時点でシリーズ累計部数は70万部を記録している。「セカイ系」の代表作の一つとして扱われる。
2003年7月から8月にかけてラジオ『電撃大賞』内にてラジオドラマが放送。2005年2月から6月まで東映アニメーションよりOVAとして全6巻が発売され、ネットによる先行配信も行われた。同年7月2にはドラマアルバム『イリヤの空、UFOの夏 園原電波新聞部 号外』発売。2007年には2作のサウンドノベルが発売。『電撃「マ)王』にて2007年10月号から2009年4月号までカンノによるコミカライズが連載された。

## あらすじ
浅羽直之は園原中学校の二年生。非公式のゲリラ新聞部に所属する彼は、部長である水前寺邦博と共に、夏休みの間中、山にこもってUFOを探す日々を送っていた。園原にはUFOの噂が絶えない有名な空軍基地があり、水前寺はその秘密を暴かんとしていたのだ。しかし夏休み全てを費やしても、結局何の成果も得られなかった。
かわって夏休み最後の夜、思い立って浅羽は学校のプールへと忍び込む。が、そこには伊里野加奈と名乗る、見慣れぬ少女がいた。状況が飲み込めないままに浅羽は伊里野へ泳ぎ方を教えるが、すぐに伊里野の兄貴と名乗る男が現れて、家へ帰るよう言った。
そして翌日の始業式の日、浅羽のクラスに伊里野が転校生として編入してきた。クラスから孤立してしまった伊里野と、そんな伊里野のことが気にかかる浅羽と、伊里野の周囲に垣間見える幾つもの奇妙な謎。そんな風にして、浅羽直之のUFOの夏は、その終焉に向けて静かに動き出した。

## 登場人物
担当声優はラジオドラマ版 / OVA版の順。1人しか記載がない場合はOVA版のキャスト。
浅羽 直之（あさば なおゆき）
声 - 菅沼久義 / 浪川大輔
本作の主人公。園原中学校二年四組一番。園原電波新聞部の初期からの部員。14歳。本人はあまり自覚していないが、周りに流されやすい性格で、部長である水前寺の無謀な行動にいつも振り回されている。実家が理髪店で散髪が得意なため、校内で生徒相手に散髪のこづかい稼ぎをしている。いつまでもクラスに馴染めないでいる伊里野をいつも気に掛けているが、奥手な性格のため、いざとなると何を言っていいか分からなくなってしまう。
夏休み最後の夜、伊里野と接触したことで「子犬作戦」のターゲットに選定され、本人の知らぬうちに首の皮下に発信機を埋め込まれた。軍の目論見通りに浅羽は伊里野にとってなくてはならない存在に成長し、彼女にとってのいくつかの動機となっていく。
伊里野 加奈（いりや かな）
声 - 広橋涼 / 野中藍
本作のヒロイン。夏休み最後の夜に浅羽がプールで出会った少女。その翌日、浅羽のクラスに転入してくる。航空自衛軍士官の兄と外国の軍事基地にいたと言うが、手首に銀色の玉が埋め込まれていたり、突然鼻血を出して倒れたり、大量の薬を持ち歩いていたりと謎が多い。プールで出会い、泳ぎ方を教えてくれた浅羽に好意を抱いている。
日本人と思われるが、日本での生活経験があるのかは不明。日本語・英語は流暢に話すが、日常会話以外では一般的な知識に乏しく、じゃんけんや学園祭を知らなかった。
表情に乏しく、人間関係に対する関心も希薄だが、浅羽に対しては時折その後をついて歩くなど、子犬のように懐いているかのような行動を見せる。
椎名の発言によれば、本当は浅羽よりも1歳年上の15歳である。
正体は異星人のUFOに唯一対抗できる能力を持った戦闘機を駆る、特別な資質をもったパイロットの最後の一人。手首の金属球は操縦のためのアクセスデバイス。よく鼻血を出すのも、大量の薬の服用と、過酷な戦闘機動に苛まれた身体のため。
水前寺 邦博（すいぜんじ くにひろ）
声 - 三木眞一郎 / 神谷浩史
園原電波新聞部部長。三年二組十二番。15歳。175センチの長身で、全国模試の偏差値は81、100メートルを11秒で走るスーパーマンで、電子機器の扱いにも長け、顔だってまずくないのだが、進路希望調査で「CIA」と本気で書くほどの変人。真実の探求のためなら、いかなる行為でもやってのける驚異の行動力と発想を持つ。しかしその興味の対象は流動的で、UFOに興味を示す前は心霊現象、その前は超能力の取材をしていた。その興味の対象次第で季節の変化を部員たちに印象付けている。底無しの胃袋を持ち、過去には鉄人定食を最年少で完食するという偉業を達成している。実家が大地主の農家で、家の敷地の蔵で生活している。お姉さんが苦手。
須藤 晶穂（すどう あきほ）
声 - 雪乃五月 / 千葉紗子
浅羽の級友。出席番号十四番。14歳。園原電波新聞部員。水前寺部長の下、暴走を続ける園原電波新聞改革の為、日々奮闘している。しっかりした性格で、いつも水前寺に振り回されている浅羽を「超腰抜け」と不甲斐なく思うと共に、部活動に関する意見の相違から、水前寺とはいつも対立している。また水前寺と同じく、見た目に反する超人的な食欲の持ち主でもある。浅羽に密かに想いを寄せており、浅羽と関わりを持った伊里野が気に入らない。
榎本（えのもと）
声 - 松本保典 / 井上和彦
浅羽がプールで出会った、本人曰く「伊里野の兄貴みたいなもの」。伊里野のことを常に気に掛けており、優しい一面も見せるが、測り知れないところのある謎の男。国立大学を卒業している。屋根の上でカップ麺を啜りながら星を眺めるのを数少ないポリシーだと述べている。子犬作戦の立案者。水前寺の洞察力を見抜いており、過去に写真を撮られかけたこともあるがゆえに決して水前寺の前に姿を現さない。やる気の無さ気な惚けた態度とニヒルな物言いでありながら、浅羽と伊里野に深く関与していく。
椎名 真由美（しいな まゆみ）
声 - 冬馬由美 / 桑島法子
夏休み直前に、新しく赴任してきた保健教諭。端麗な容姿と気さくな性格で、生徒の間での人気は高い。美人なのだが、本人はそのことを歯牙にもかけておらず、化粧もしなければ言葉遣いも荒い。実は中野学校出身の陸上自衛軍情報将校であり、子犬作戦のため、伊里野の監視・監督のために園原中学校に潜入した。内心、榎本の計画を快く思っていない。「椎名真由美」は作戦のための偽名で、本名のイニシャルはT・S。
浅羽 夕子（あさば ゆうこ）
声 - 高野直子
浅羽の妹。園原中学校一年一組一番。ある事件がきっかけで、水前寺を毛嫌いしている。少林寺拳法の心得がある。年頃の為か、兄とあまり口を利かなくなっていたが、伊里野の登場により、変化が生まれる。
西久保 正則（にしくぼ まさのり）
声 - 藤本たかひろ
浅羽の級友。学校帰りに風呂屋に通うのが趣味。
花村 祐二（はなむら ゆうじ）
声 - 田中大文
浅羽の級友。いつも西久保と浅羽との3人でつるんでいる。転校が多く、過去には帝都にいたこともある。
島村 清美（しまむら きよみ）
声 - 立野香菜子
晶穂の親友。愛犬（十兵衛）の死で塞ぎ込んでいたが、晶穂のおかげで立ち直る。晶穂を浅羽絡みでからかうのが好き。親がプロボウラーで、ボウリングがうまい。
河口 泰蔵（かわぐち たいぞう）
声 - 高塚正也
浅羽たちの担任。35歳独身。一度怒り出すと見境がつかなくなってしまうところがあり、生徒達からはあまり好かれていない。
田代（たしろ）
声 - 園部啓一
園原中学校教頭。
先坂 絵里（さきさか えり）
声 - 儀武ゆう子
椎名の後輩の情報陸曹。子供っぽい外見で高校生にしか見えない。旭日祭の時限定で、椎名の代わりに保健医を代行した。作戦行動後の伊里野をたびたび見ており、罪悪感を持ちながらも任務には忠実である。
木村（きむら）
自衛軍士官。性別不明。まじめな性格らしい。番外編「死体を洗え」に名前が登場。
エリカ・プラウドフット
声 - 今井ちひろ
ブラックマンタのパイロット。伊里野より少し年上。一年前の夏、哨戒ミッション中に死亡した。生前はどちらかと言えば物静かで落ち着いた性格だったが、死んだのを境に超人的なおしゃべりの幽霊（伊里野の幻覚?）となった。
ジェイミー・ザッカリー
ブラックマンタのパイロット。パイロットチーム・バンディット‐1の中でもエースと呼ばれるほどの実力を持っていた。ピーナッツ・アプローチという対AWACS戦術の訓練中、原因不明の墜落事故を起こし死亡。伊里野に対してはなにかとちょっかいを出し、伊里野にとっては、いじめっ子的な存在だった。
ディーン
ブラックマンタのパイロット。パイロットチームの最年長。作中で最初の「戦死者」とされている。どのような戦闘であったのかなどの詳細は不明。ジェイミーに続く第二の犠牲者。
エンリコ
ブラックマンタのパイロット。パイロットチーム3人目の犠牲者。ジェイミーの墜落地点を捜索中、出会った男性におもちゃのガンベルトとカウボーイの帽子を買ってもらうなど年齢相応の陽気さも見える。
吉野 敏明（よしの としあき）
臨時休校中の学校を転々と移り住むホームレス。元は日本史の教師で鎌倉時代の授業をするなど、5日間を浅羽らと学校で過ごす。しかし、学校での生活も長く続かないと悟り、学校を去ろうとした際に伊里野の姿に欲情し乱暴をはたらき、そのあと伊里野に刺された。浅羽のダッフルバッグから12万円を持ち逃げし、警察へ匿名の通報をした。
町田 一輝
大学四年生。浅羽理容店と通りを挟んだ真向かいにある木造二階建てのアパートに住んでいる。卒業後は実家に帰って家業を継ぐ予定。短編「それ以外のことについて言えば」に登場。
守 和泉（かみ いずみ）
陸上自衛軍の特務兵。榎本たちの組織の「下っ端」にあたる。町田の部屋を占拠して、浅羽の監視をしていた。本当は大学に行きたかったらしい。短編「それ以外のことについて言えば」に登場。

## 用語
園原基地（そのはらきち）
園原市内にある大規模な空軍基地。戦中旧軍の園原飛行場だった土地に建設された。航空自衛軍とアメリカ合衆国空軍が常駐している。UFOの目撃談が後を絶たない。「北」の脅威のため、その全貌は明らかでは無く、地図にも空白地帯として表記される。
園原電波新聞部（そのはらでんぱしんぶんぶ）
水前寺邦博が部長を務める園原中学の新聞部。元々「太陽系電波新聞」だったが、後から入部した晶穂の主張で紙名変更した。晶穂が加わるまでは水前寺と浅羽の2名のみで活動しており、主に水前寺の過激な取材活動で学校側から睨まれていた。取材対象は主に、幽霊や超能力、UFOといったオカルトテーマである。晶穂が入部した後も相変わらずゲリラ部で、学校側から認められた正式な部ではないが、一部の生徒・教師には認知されている。水前寺の雄大な思想の下、今日も活動を続けている。
旭日祭（きょくじつさい）
園原中学で年に一度行われる学園祭。園原市に於ける数少ない催しの一つで、およそ中学校の学園祭とは思えない規模を誇り、2日を掛けて盛大に行われる。期間中は園原中のエリート集団である旭日会によって運営される。
鉄人屋（てつじんや）
園原銀座商店街にある中華料理屋。気骨溢れる店長、如月十郎が経営している。「鉄人定食」と呼ばれる世にも恐ろしい定食が有名。晶穂が伊里野を取材と称して同行させ、壮絶な戦いの舞台となった。作者の出身地である甲府盆地にある食堂がモデルとなっている。
ブラックマンタ
作中に登場する架空戦闘機。操縦にはある種のESP（超能力）が必要と言われ、特別な訓練を受けた者にしか操縦できない。空力による機体制御ができない成層圏上部での飛行が可能（作中では高度12万フィートで戦闘行動が可能と示唆されている）。これを重力飛行といい、通常飛行を空力飛行という。水前寺の推測では、1機の有人の母機と複数の無人のミサイルキャリア・ダミーにより構成され、フォーメーションを組んで戦闘を行っているとされている。開発にはスカンクワークス、ファントムワークスが関わっているとされるが詳細は明らかにされていない。その存在は日米の機密事項となっている。全5機が存在したが、伊里野の4番機を残して他は既に消失。パイロットスーツは何タイプかあるようで、原作2巻表紙の一般的な耐Gスーツタイプ、アニメの全身を覆う重装備のタイプ、DSソフト広告の体のラインにフィットした薄いタイプがある。
ロズウェル計画
ディーンドライブ・重力制御機関を持つ戦闘機を開発し、エイリアンに対抗することを目的として立案された計画。榎本や椎名、先坂など多くの人間がこれに参加している。子犬作戦と混同されがちだが、子犬作戦はこの計画の一部である。
子犬作戦
仲間を守ることのみに戦う意味を見出していたパイロットたちだったが、過酷な日々が続き、伊里野を残して全員が死亡。仲間の死は戦闘結果に重大な影響を及ぼしており、生きる意味すらも失ってしまった伊里野に、新しく「守るべきもの」を与えることを目的とした作戦。実際には子犬作戦という正式な作戦名が与えられてはいないのだが、事情を知っているスタッフがそう呼んでいる。「子犬（=パピィ）」を与え、後からそれを取り上げるという計画だった。つまり、人質にしてでも戦いを強要するためであった。計画提案者は榎本。具体的な内容としては、伊里野と同年代の少年少女の通う園原中学に伊里野を転校させ、その中の誰かを「守るべきもの」とするというターゲットが曖昧な作戦だった。夏休み最終日に基地を脱走して浅羽と出会い、彼が伊里野にとっての「守るべきもの」となったため、編入するクラスを当初の予定であった2年1組から浅羽のクラスである2年4組に変更した。
北
作中には明確な説明は無い。しかし、敵対国家の存在として描かれており、園原中学には各クラスに「防空委員」が定められて防空訓練が行われていたり、市内には核シェルターが多数存在、スパイ騒動が度々起こるなど、緊張状態にある。現在までに開戦の危機が数度存在していたとされるが、伊里野が述べる「1947年から、戦争は始まっていた」との件とは異なる。

## 番外編
第1巻収録 そんなことだから
園原に赴任してきた椎名真由美（仮名）の、引越し合間の一幕を書いた短編。時系列は本編第1話の2か月前で、作中6月の末。余談的な位置づけの話ではあるが、本編の設定を補足している部分もある。
第2巻収録 死体を洗え
自衛軍のWAC同士の会話形式で進められるミステリホラー調の短編。舞台は園原基地だが、年代や登場人物など本編との関連は不明。
第3巻収録 ESPの冬
タイトルの通り、水前寺テーマが超能力だった時期の園原（当時は太陽系）電波新聞部の話。

## 評価
『おすすめ文庫王国 2003年度版』今年の収穫ベストテンSF部門4位。選者の大森望は、『イリヤの空、UFOの夏』は1位『あなたの人生の物語』・2位『しあわせの理由』(グレッグ・イーガン)・3位『マルドゥック・スクランブル』と同じく個人的なオールタイムベストの作品であり順位はつけがたいとし、また「何の取り柄もない平凡な男の子に訪れた“不思議のひと触れ”を通じて、『とっくの昔に終わっちゃったこと』に奇跡的な輝きを与える、スタージョン/ブラッドベリ的な少年小説の傑作」と評している。
オタク系ジャンルを得意とする編集チーム・ドリルプロジェクトは本作について、著者・秋山瑞人による独自のSFテイストやジュブナイル小説としての醍醐味を持ち合わせた珍しい作品としてファンに支持され続けていると評している。
日経BP社がインターネットのアンケート結果を基に実施した「2003年度ライトノベルランキング」では2位を獲得している。このランキングが掲載されている『ライトノベル完全読本』には、主人公と同年代の読者には共感を与え、それよりも上の世代の読者にはノスタルジーを喚起する点が本作の秀逸な点だとコメントされている。
『SFが読みたい！ 2004年版』ベストSF国内篇では8位を獲得している。

## 既刊一覧

### 小説
- 秋山瑞人（著） / 駒都えーじ（イラスト） 『イリヤの空、UFOの夏』 メディアワークス〈電撃文庫〉、全4巻
  1. 2001年10月25日初版発行（10月10日発売[13]）、ISBN 4-8402-1944-3
  2. 2001年11月25日初版発行（11月10日発売[14]）、ISBN 4-8402-1973-7
  3. 2002年9月25日初版発行（9月10日発売[15]）、ISBN 4-8402-2173-1
  4. 2003年8月25日初版発行（8月10日発売[16]）、ISBN 4-8402-2431-5

### 漫画
- 秋山瑞人（原作） / カンノ（作画） 『イリヤの空、UFOの夏』 アスキー・メディアワークス〈電撃コミックス〉、全2巻
  1. 2008年6月27日発売[17]、ISBN 978-4-04-867045-6
  2. 2009年4月27日発売[18]、ISBN 978-4-04-867705-9

### 関連書籍
- 『イリヤの空、UFOの夏 オフィシャル・イラストレーションズ』2005年10月25日発売[19]、ISBN 4-8402-3232-6

## ラジオドラマ
2003年7月から8月にかけてラジオ番組『電撃大賞』内にて放送。ナレーションは遠藤守哉。

## OVA
2005年2月25日から6月29日まで発売された。全6巻。

### スタッフ
- 原作 - 秋山瑞人[7]
- キャラクター原案 - 駒都えーじ[7]
- 監督 - 伊藤尚往[7]
- プロデューサー - 柴田宏明[7]
- シリーズ構成・脚本 - 横手美智子[7]
- キャラクターデザイン - 倉嶋丈康[7]
- 総作画監督 - 志田ただし[7]
- ブラックマンタデザイン - 佐山善則[7]
- 美術デザイン - 井芹達朗[7]
- 色彩設計 - 辻田邦夫[7]、小日置知子
- 音楽 - 高木洋[7]
- アニメーション制作 - 東映アニメーション[7]
- 製作 - 東映アニメーション[7]、ハピネットピクチャーズ[7]

### 主題歌
オープニングテーマ「Forever Blue」
作詞・作曲 - 松浦有希 / 編曲 - 高木洋 / 歌 - 今井ちひろ
エンディングテーマ「ひまわり」
作詞 - 青柳美奈子 / 作曲 - 表誠治 / 編曲 - 高木洋 / 歌 - 今井ちひろ

### 各巻リスト
| 巻数 | サブタイトル           | 発売日        | 絵コンテ | 演出     | 作画監督   |
| ---- | ---------------------- | ------------- | -------- | -------- | ---------- |
| 1    | 第三種接近遭遇         | 2005年2月25日 | 伊藤尚往 | 伊藤尚往 | 志田ただし |
| 2    | ラブレター             | 2005年3月25日 | 伊藤尚往 | 中尾幸彦 | 古瀬真弓   |
| 3    | 十八時四十七分三十二秒 | 2005年4月29日 | 中村健治 | 中村健治 | 志田ただし |
| 4    | 水前寺、応答せよ       | 2005年6月3日  | 伊藤尚往 | 伊藤尚往 | 倉嶋丈康   |
| 5    | 最後の道               | 2005年6月24日 | 石平信司 | 信田ユウ | 竹田欣弘   |
| 6    | イリヤの空、UFOの夏    | 2005年6月29日 | 伊藤尚往 | 伊藤尚往 | 志田ただし |

## ゲーム
『DS電撃文庫 イリヤの空、UFOの夏』
2007年1月11日発売。1巻から2巻までの本編および、ドラマCD書き下ろしの『それ以外のことについて言えば、』を収録。他に簡単なシューティングゲーム、カード収集なども付いている。初回限定盤の特典はポストカード10枚セットと特製写真立て。購入者全員サービスは『駒都えーじスペシャルイラストブック』。
『DS電撃文庫 イリヤの空、UFOの夏II』
2007年10月25日発売。3巻から4巻までの本編および、『グラウンド・ゼロ』を収録。他に前作とは別のシューティングゲーム、人物考察なども付いている。カード収集は無し。初回特典は『駒都えーじスペシャルイラストブックII』。
『電撃学園RPG Cross of Venus』
2009年3月19日発売。電撃文庫15周年記念作品として発売された学園アクションRPG。
戦闘キャラクターとしてイリヤが参戦し、銃器やナイフを使用して生身で戦う。
『電撃学園RPG Cross of Venus SPECIAL』
2011年2月10日発売。上記作品のリメイク版。
外伝の追加によって本作の世界に行く機会が増えている。
『電撃文庫 FIGHTING CLIMAX IGNITION』
2015年12月17日発売。電撃文庫とセガの共同プロジェクトとして製作された2D対戦格闘ゲーム。
家庭版からの追加キャラクターとして、イリヤがサポートキャラクターとして登場。

## 朗読PV
YouTubeで配信している公式電撃文庫チャンネルの「電撃文庫朗読してみた」として、2021年6月24日より早見沙織による約6分の朗読が配信。